# Хронозона
Хронозона:
1. Підрозділ загальної стратиграфічної шкали, підпорядкований геологічному ярусу. Див. Стратиграфічна зона.
2. Хроностратиграфичний підрозділ невизначеного рангу (меншого рангу, ніж відділ) не входить в ієрархію загальноприйнятих хроностратиграфічних підрозділів.

Часовий обсяг хронозони визначається в термінах часового обсягу раніше встановленого стратиграфічного підрозділу або інтервалу, такого як біостратиграфічний або магнітостратіграфічний підрозділ. Однак якщо стратиграфічний підрозділ, на якому заснована хронозона, простежується географічно настільки, наскільки можуть розпізнаватися його діагностичні ознаки (наприклад, характерний комплекс скам'янілостей) то відповідна хронозона включає всі породи, сформовані повсюдно протягом часового інтервалу, репрезентованого позначеним підрозділом. Наприклад, хронозона, заснована на часовому обсязі біостратиграфічної зони, включає всі шари, еквівалентні за віком всьому максимальному часовому обсягу цієї біозони, незалежно від присутності чи відсутності діагностичних копалин. Географічна протяжність хронозони теоретично всесвітня, але застосовність її обмежена районом, в межах якого може бути ідентифікований її тимчасовий обсяг.